# Suore serve di Maria Addolorata di Chioggia
Le Suore Serve di Maria Addolorata di Chioggia sono un istituto religioso femminile di diritto pontificio: le suore di questa congregazione pospongono al loro nome la sigla S.M.A.CH.

## Storia
La congregazione, detta in origine delle Figlie di Maria Addolorata, fu fondata nel 1873 a Chioggia da Emilio Venturini insieme con Elisa Sambo. Le regole preparate da Venturini furono approvate il 23 gennaio 1998 dal minore conventuale Ludovico Marangoni, vescovo di Chioggia.
L'istituto si sviluppò rapidamente ma, a causa della prima guerra mondiale, nel 1917 le suore si rifugiarono in diocesi di Massa, dove entrarono in contatto con i serviti. Ottennero l'aggregazione all'ordine il 12 febbraio 1918 per decreto del priore generale Alexis-Henri-Marie Lépicier.
La congregazione ricevette il pontificio decreto di lode il 21 novembre 1985.

## Attività e diffusione
Le religiose lavorano in case di cura, asili infantili, nelle opere parrocchiali e nell'apostolato della stampa.
Oltre che in Italia, le suore sono presenti in Burundi, Colombia e Messico; la sede generalizia è a Chioggia.
Alla fine del 2011 la congregazione contava 98 religiose in 17 case.